# Hiremadapur, Hirekerur
Hiremadapur là một làng thuộc tehsil Hirekerur, huyện Haveri, bang Karnataka, Ấn Độ.